# Kanton Cayenne-2 Nord-Est

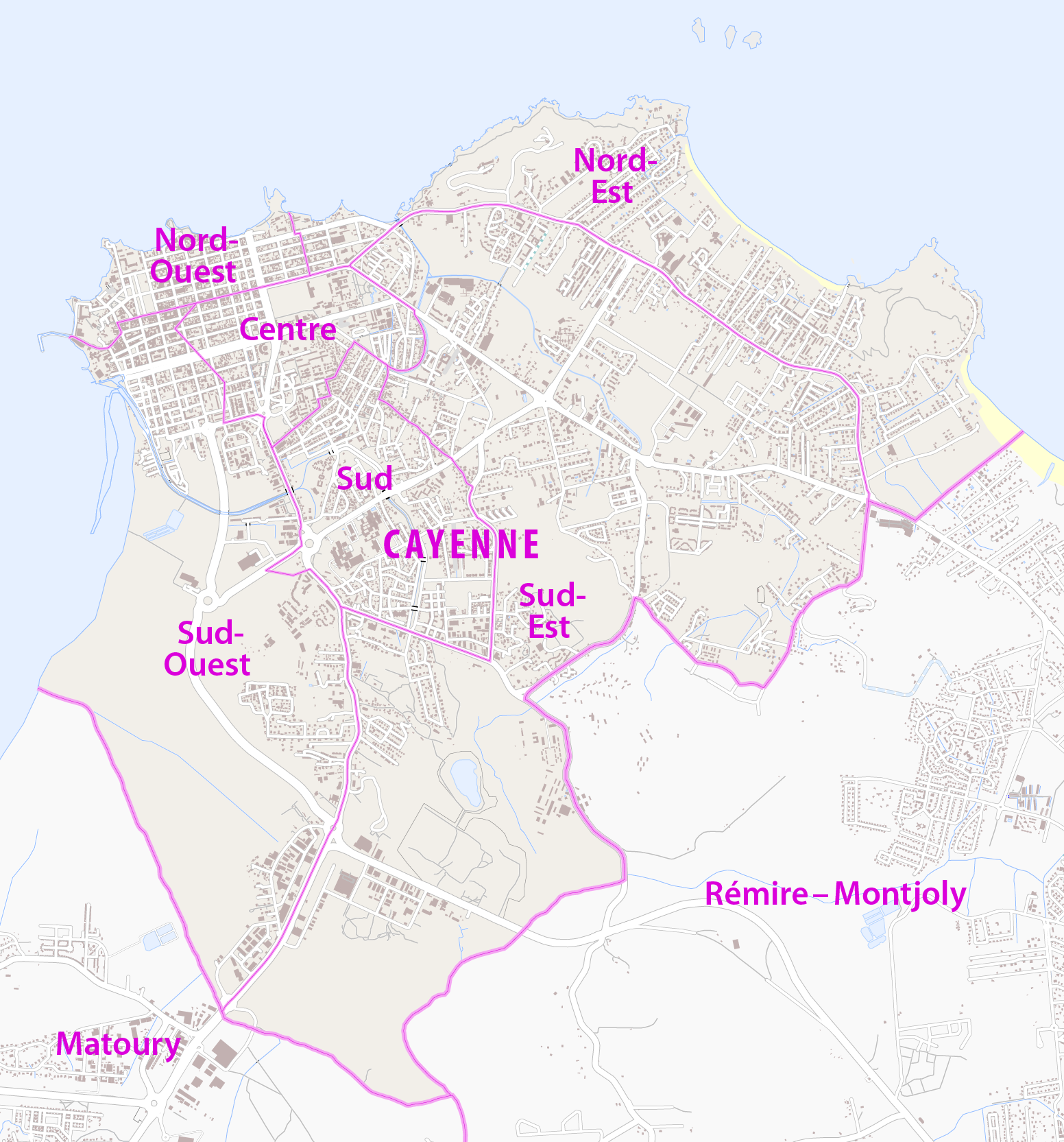
Cantons de Cayenne

Der Kanton Cayenne-2 Nord-Est war ein französischer Wahlkreis im Arrondissement Cayenne in Französisch-Guayana.
Der Kanton bestand aus einem Teil der Gemeinde Cayenne und hatte 6194 Einwohner (2007). Im Westen grenzte der Kanton an Cayenne-1 Nord-Ouest und Cayenne-4 Centre. Die bei weitem längste Grenze hatte der Kanton jedoch mit Cayenne-6 Sud-Est. Diese verlief entlang der Route de Montabo sowie westlich davon entlang der Avenue André Aron. Weiter westlich grenzte die Avenue de l'Amirel Jean d'Estrée den Kanton von Cayenne-4 Centre ab.
Im Kanton lagen folgende Stadtteile (quartiers):
- Chaton 4° 57′ N, 52° 19′ W
- Montabo 4° 56′ N, 52° 18′ W
- Bourda 4° 56′ N, 52° 18′ W
- Zéphir 4° 56′ N, 52° 18′ W
- Suzini 4° 56′ N, 52° 18′ W

Ein paar hundert Meter vor der Nordspitze der Halbinsel Cayenne nahe der Ortschaft Montabo liegen die zum ehemaligen Kanton gehörigen drei Îlets Dupont (4° 57′ N, 52° 18′ W).